# ФК Радник Јосиповац
НК Радник је фудбалски клуб из Јосиповца .
У сезони 2022./23. такмичи се у 1. ЖНЛ Осијечко-барањске жупаније .